# Antitankgracht
L'Antitankgracht també anomenat Antitankkanaal (en català: canal antitancs) és un canal de Bèlgica no navegable de 29,86 km entre l'Escalda a Berendrecht i el canal Albert a Oelegem vora de la ciutat d'Anvers. Fa part de la posició fortificada d'Anvers, construïda des de l'any 1859 i eixamplada fins al 1940.

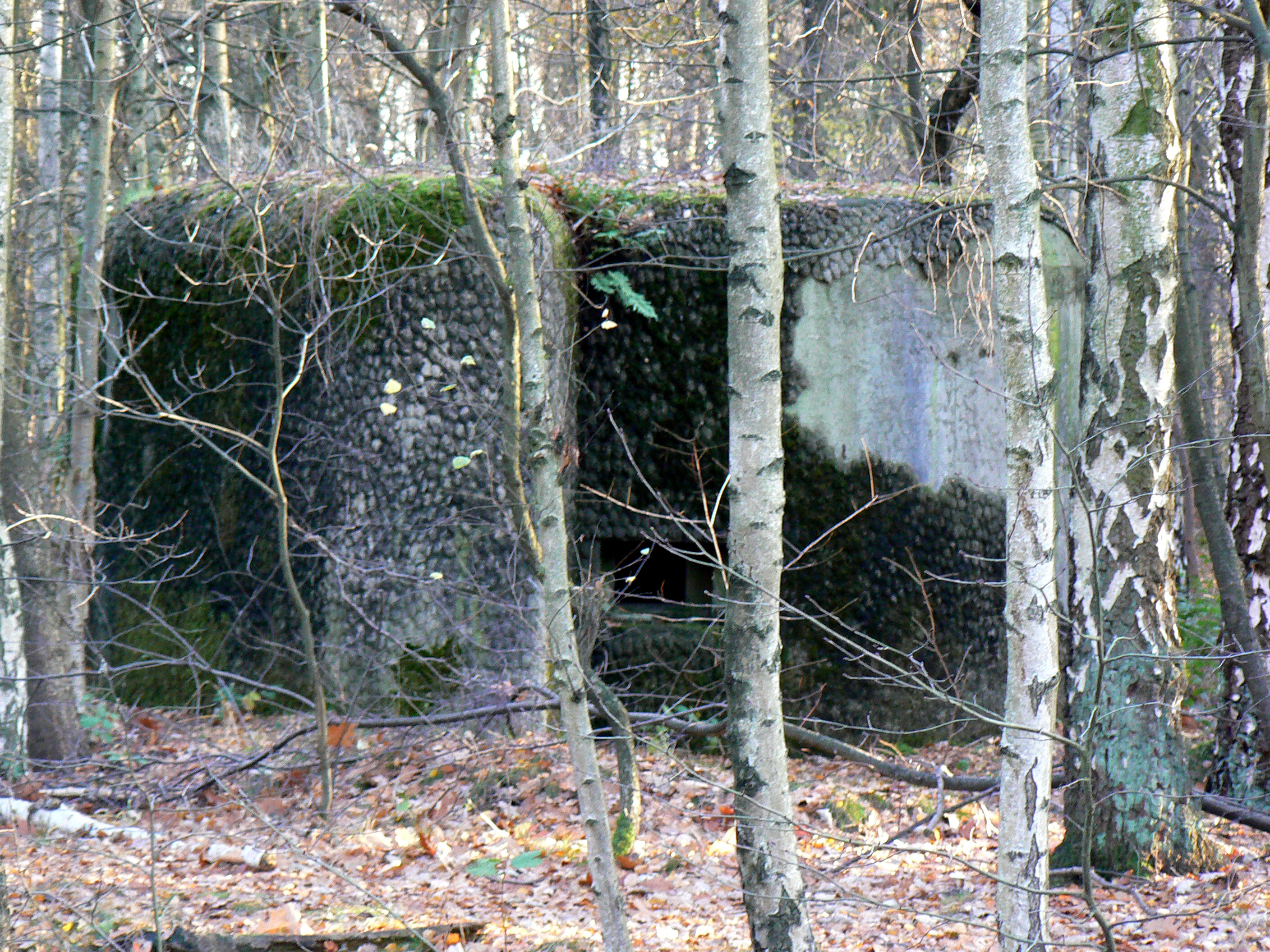
Búnquer de guaita

## Geografia i història
El canal ample i pregon hauria hagut d'impedir el camí als tancs. Es va construir de 1937 a 1939, una execució tardana del pla de defensa del general Émile Galet. Desembocava a l'Escalda però va escurçar-se una mica i ara desemboca en un rec de desguàs. El canal té un desnivell de 13 m. Per a mantenir el nivell de l'aigua, el canal va dividir-se en quaranta-cinc sectors, separats per sifons o rescloses fortificades amb búnquers. Tot i no ésser navegable, la gestió del canal depèn del servei de les vies navegables de l'administració de la regió flamenca.
El canal connecta els forts de Stabroek, Ertbrand, Brasschaat, 's Gravenwezel, Schilde i Oelegem

## Avui
A la Segona Guerra Mundial, durant la campanya de divuit dies que va començar el 10 de maig 1940, el canal no va gaire ser eficaç contra la invasió militar dels alemanys. En perdre qualsevol funció militar, el canal va esdevenir un biòtop molt interessant. Tot i parlar de protecció, moltes rescloses i infraestructures no funcionen bé per falta de manteniment. Això condueix a variacions molts grans del nivell de l'aigua i crea condicions massa inestables per a la flora i la fauna. S'utilitza també com abocador il·legal de deixalles i de plantes i animals exòtics que amenacen les espècies indígenes. Per manca de pla general de restauració, el futur del canal durant molt de temps va quedar molt insegur. El 1993 el govern de Flandes va llistar el canal com a paisatge protegit i els forts com a monuments. A poc a poc comença la seva rehabilitació, i se cerca un equilibri entre la protecció de la natura i la recreació sostenible, al «paisatge protegit més llarg de Flandes». També el camí a la riba s'integrara en la xarxa de vies per a vianants lents.

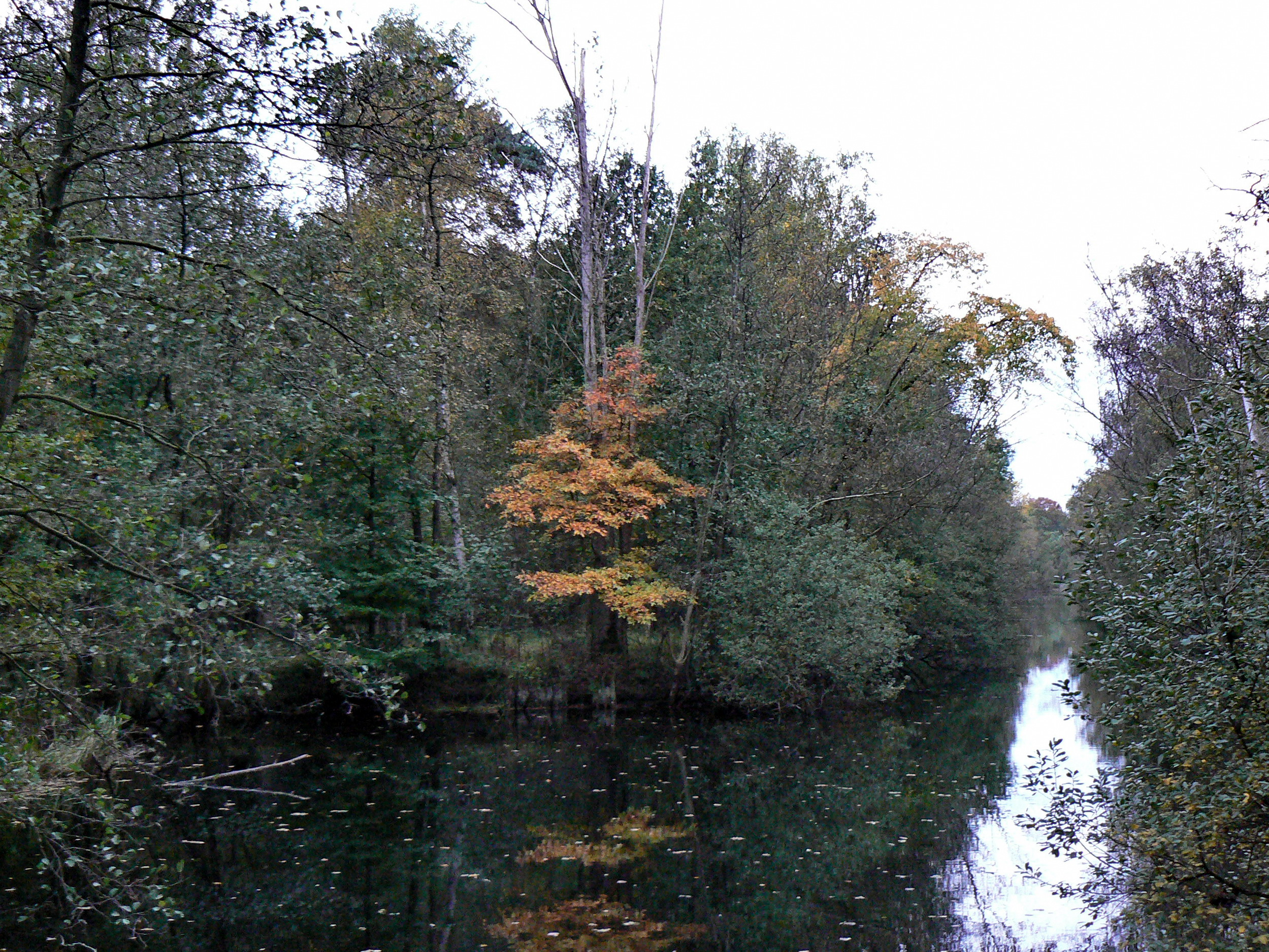
El canal a De Inslag a Brasschaat
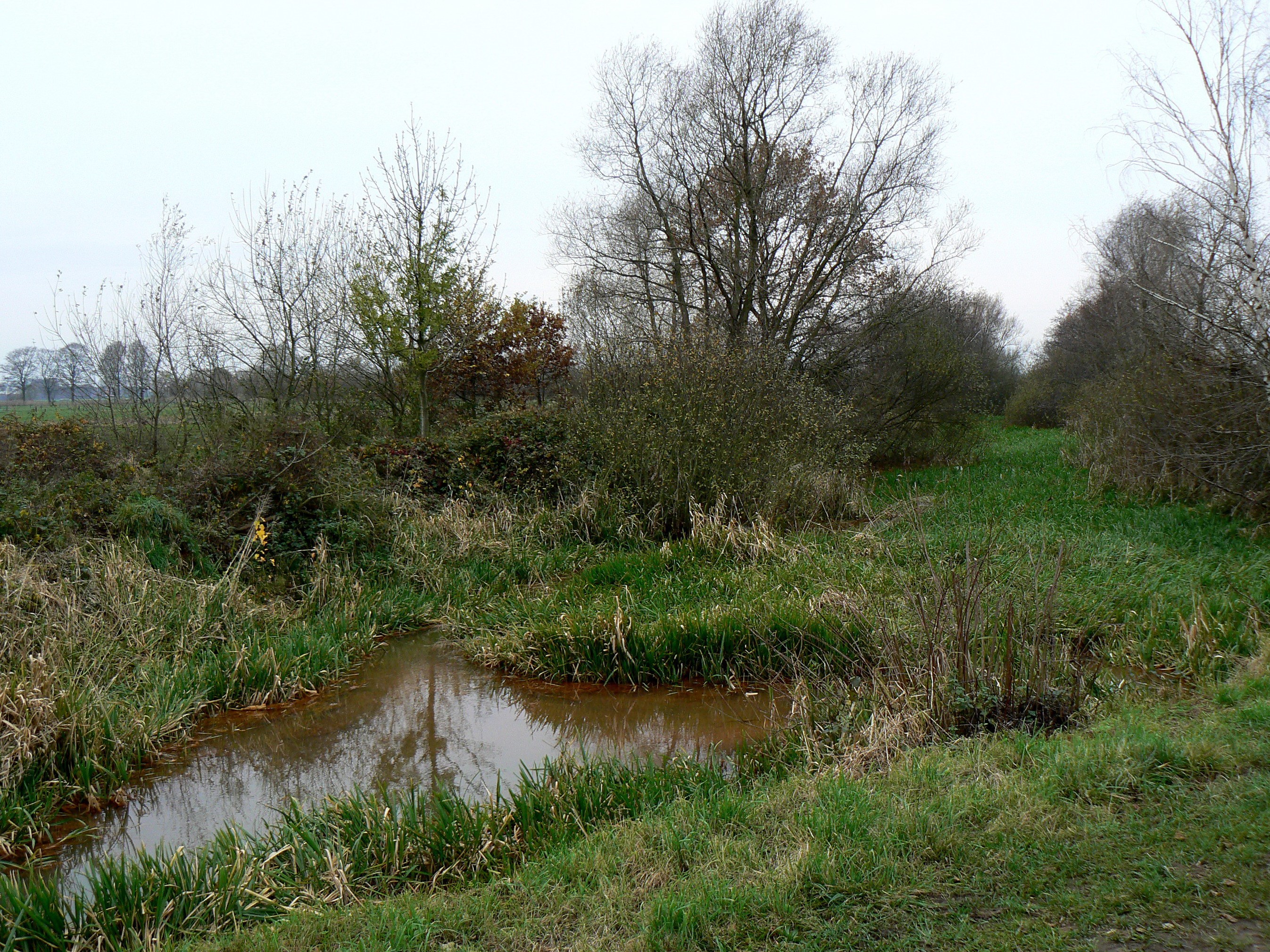
El canal força ensorrat als pòlders de Stabroek
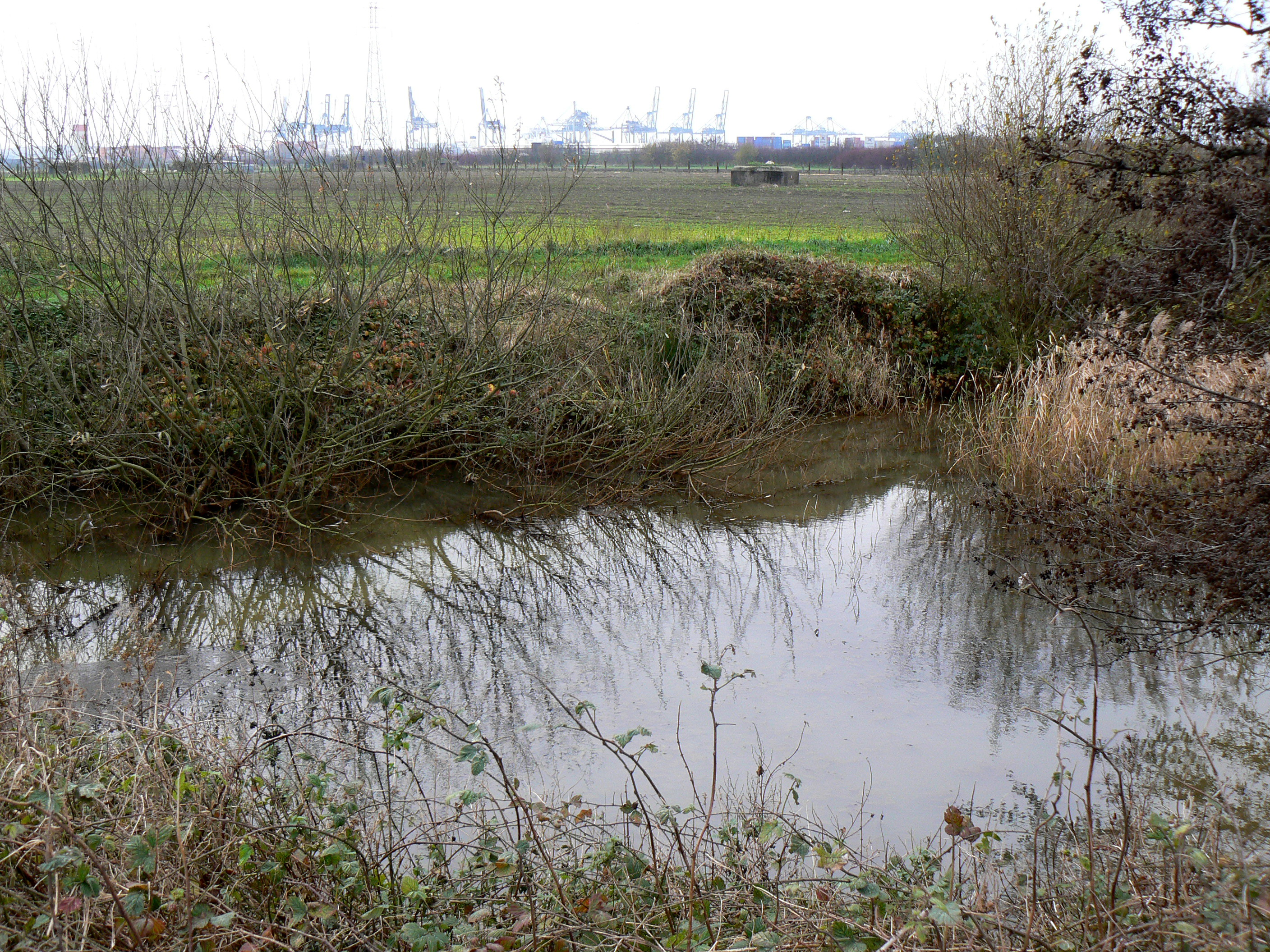
A la frontera de Stabroek i Berendrecht. Al segon pla es veuen les grues del Kanaaldok del port d'Anvers
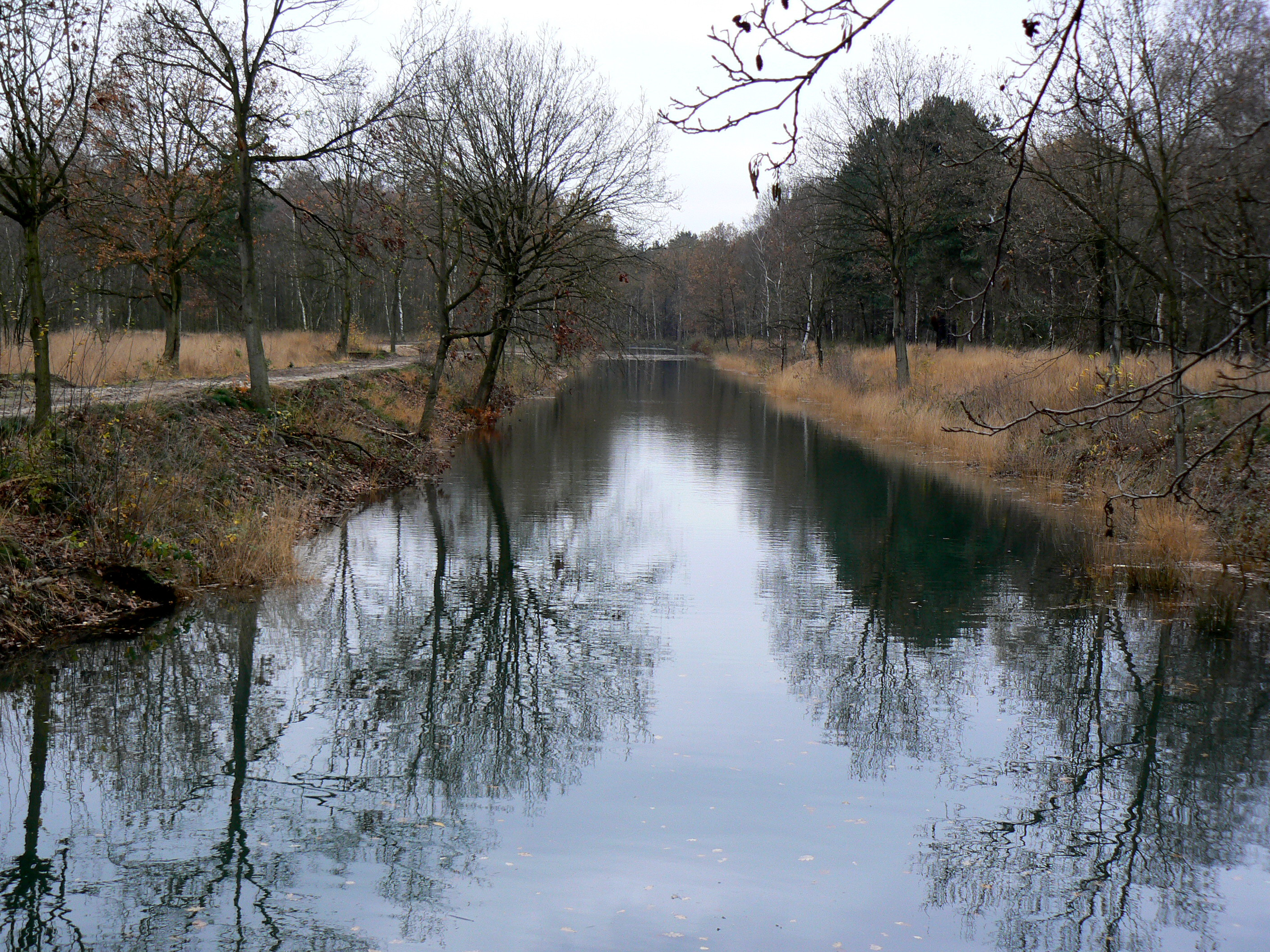
A prop de la fortificació Fort van Ertbrand. Aquí el canal s'ha restaurat fins a la seva amplada original
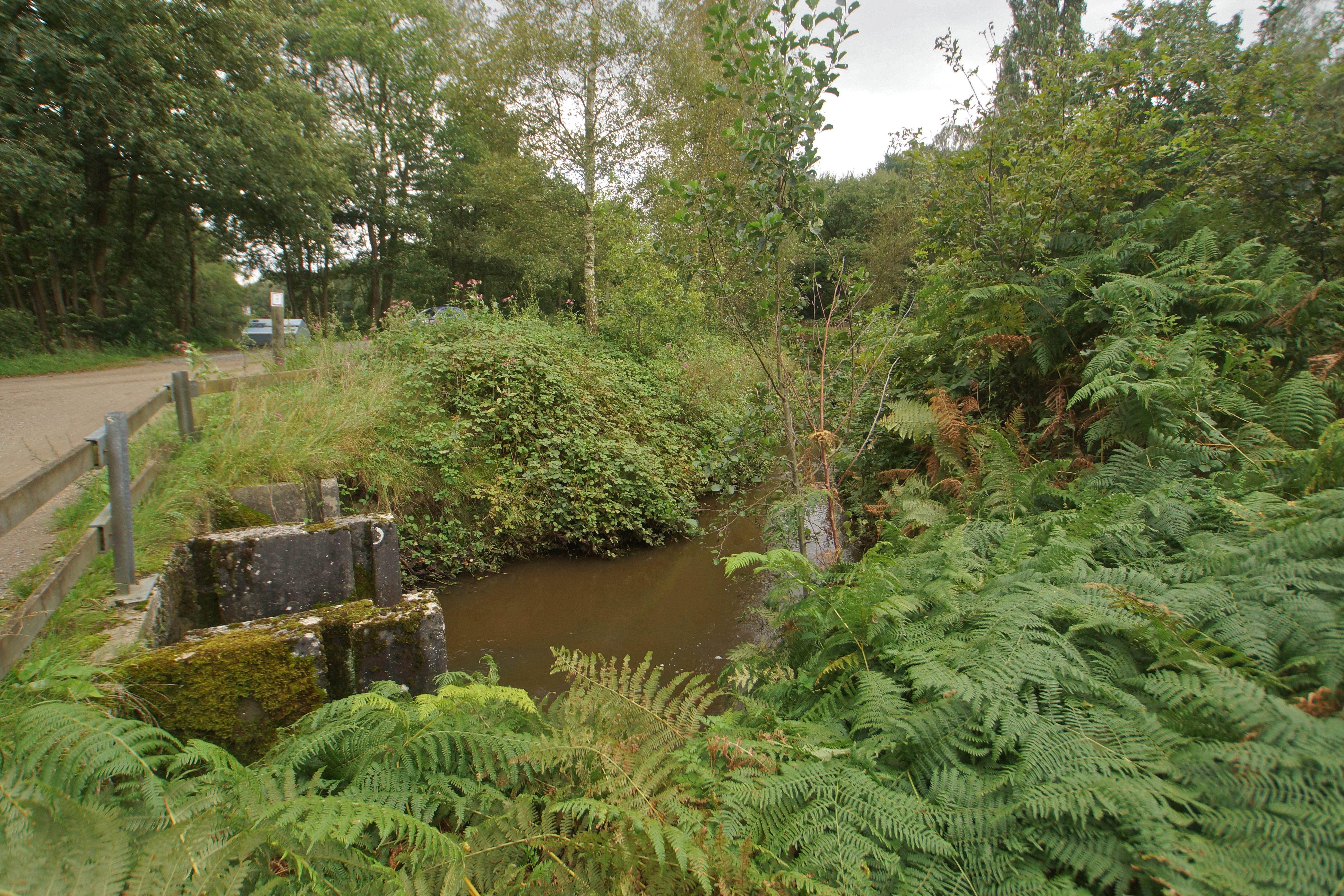
Resclosa a la cruïlla amb el riu Schijn a Oelegem (Ranst)